# Planta-păianjen
Planta păianjen (latină Chlorophytum comosum), cunoscuta si sub denumirea de "Voalul miresei" este o plantă erbacee africană din genul Chlorophytum. Aceasta este populară ca plantă de apartament. Are frunzele lungi, înguste, dungate cu verde și alb. Periodic apare câte un peduncul de floare, iar micile flori albe sunt înlocuite de plantuțe tinere, ce pot fi ușor îndepărtate sau înrădăcinate.